# S!sters
Sisters (ofte stiliserede som S!sters) var en duo, der repræsenterede Tyskland i Eurovision Song Contest 2019 i Tel Aviv med sangen "Sister" efter at have vundet den tyske nationale finale "Unser Lied für Israel" i februar 2019. De sluttede på en 25. plads med 24 point.